# باشگاه ورزشی سانتا فه
باشگاه ورزشی سانتا فه (انگلیسی: Unión de Santa Fe) بک باشگاه ورزشی مستقر در سانتافه، آرژانتین است که در بخش فوتبال، در حال حاضر در لیگ برتر فوتبال آرژانتین، بالاترین سطح لیگ فوتبال در این کشور به فعالیت می‌پردازد.
این باشگاه در ۱۵ آوریل ۱۹۰۷ تأسیس شده است.

## رشته‌های دیگر
این باشگاه بیش‌تر به خاطر رشته فوتبال مطرح است اما ورزش‌های دیگری نیز توسط این باشگاه اداره می‌شوند.
سایر ورزش‌هایی که در این باشگاه انجام می‌شود شامل بسکتبال، فوتسال، ژیمناستیک، هاکی روی چمن، شنا، کاراته، اتحادیه راگبی ۱۵ نفره، رول‌اسکیت و والیبال است.